# Washington Open 2004 - Qualificazioni singolare
Le qualificazioni del singolare al Washington Open 2004 sono state un torneo di tennis preliminare per accedere alla fase finale della manifestazione. I vincitori dell'ultimo turno sono entrati di diritto nel tabellone principale. In caso di ritiro di uno o più giocatori aventi diritto a questi sono subentrati i lucky loser, ossia i giocatori che hanno perso nell'ultimo turno ma che avevano una classifica più alta rispetto agli altri partecipanti che avevano comunque perso nel turno finale.
Le qualificazioni del torneo Washington Open 2004 prevedevano 32 partecipanti di cui 4 sono entrati nel tabellone principale.

## Teste di serie
1. Glenn Weiner (primo turno)
2. Wesley Moodie (ultimo turno)
3. Harel Levy (Qualificato)
4. Robert Kendrick (ultimo turno)

1. Kevin Kim (secondo turno)
2. Michel Kratochvil (Qualificato)
3. Wang Yeu-tzuoo (Qualificato)
4. Takao Suzuki (ultimo turno)

## Qualificati
1. Nenad Zimonjić
2. Michel Kratochvil

1. Harel Levy
2. Wang Yeu-tzuoo

## Tabellone

### Legenda
| - Q = Qualificato - WC = Wild card - LL = Lucky loser | - ALT = Alternate - SE = Special Exempt - PR = Protected Ranking | - w/o = Walkover - r = Ritirato - d = Squalificato |

### Sezione 1
|  | Primo turno       | Primo turno       | Primo turno    | Primo turno | Primo turno |  |  | Secondo turno | Secondo turno  | Secondo turno  | Secondo turno  | Secondo turno  |   |   | Ultimo turno  | Ultimo turno  | Ultimo turno  | Ultimo turno | Ultimo turno |  |
|  |                   |                   |                |             |             |  |  |               |                |                |                |                |   |   |               |               |               |              |              |  |
|  |                   | Ramón Delgado     | Ramón Delgado  | 6           | 6           |  |  |               |                |                |                |                |   |   |               |               |               |              |              |  |
|  | 1                 | Glenn Weiner      | Glenn Weiner   | 1           | 2           |  |  | Ramón Delgado | Ramón Delgado  | 6              | 3              | 4              |   |   |               |               |               |              |              |  |
|  | Florent Serra     | Florent Serra     | 6              | 4           | 6           |  |  | Florent Serra | Florent Serra  | 1              | 6              | 6              |   |   |               |               |               |              |              |  |
|  | K. J. Hippensteel | K. J. Hippensteel | 4              | 6           | 4           |  |  |               |                |                |                |                |   |   | Florent Serra | Florent Serra | Florent Serra | 4            | 3            |  |
|  | Nenad Zimonjić    | Nenad Zimonjić    | Nenad Zimonjić | 6           | 6           |  |  |               |                | Nenad Zimonjić | Nenad Zimonjić | Nenad Zimonjić | 6 | 6 |               |               |               |              |              |  |
|  | Brian Vahaly      | Brian Vahaly      | Brian Vahaly   | 3           | 2           |  |  |               | Nenad Zimonjić | Nenad Zimonjić | 6              | 6              |   |   |               |               |               |              |              |  |
|  | 5                 | Kevin Kim         | Kevin Kim      | 7           | 6           |  |  | 5             | Kevin Kim      | Kevin Kim      | 3              | 4              |   |   |               |               |               |              |              |  |
|  |                   | Adam Feeney       | Adam Feeney    | 64          | 3           |  |  |               |                |                |                |                |   |   |               |               |               |              |              |  |

### Sezione 2
|  | Primo turno         | Primo turno         | Primo turno         | Primo turno | Primo turno |  |  | Secondo turno | Secondo turno       | Secondo turno | Secondo turno     | Secondo turno |   |   | Ultimo turno | Ultimo turno  | Ultimo turno | Ultimo turno | Ultimo turno |  |
|  |                     |                     |                     |             |             |  |  |               |                     |               |                   |               |   |   |              |               |              |              |              |  |
|  | 2                   | Wesley Moodie       | Wesley Moodie       | 6           | 6           |  |  |               |                     |               |                   |               |   |   |              |               |              |              |              |  |
|  |                     | Thomas Blake        | Thomas Blake        | 4           | 3           |  |  | 2             | Wesley Moodie       | 65            | 7                 | 6             |   |   |              |               |              |              |              |  |
|  | Michael Yani        | Michael Yani        | Michael Yani        | 6           | 6           |  |  |               | Michael Yani        | 7             | 62                | 3             |   |   |              |               |              |              |              |  |
|  | Raphael Durek       | Raphael Durek       | Raphael Durek       | 2           | 4           |  |  |               |                     |               |                   |               |   |   | 2            | Wesley Moodie | 7            | 4            | 4            |  |
|  | Mashiska Washington | Mashiska Washington | Mashiska Washington | 6           | 6           |  |  |               |                     | 6             | Michel Kratochvil | 64            | 6 | 6 |              |               |              |              |              |  |
|  | Treat Conrad Huey   | Treat Conrad Huey   | Treat Conrad Huey   | 2           | 0           |  |  |               | Mashiska Washington | 4             | 7                 | 2             |   |   |              |               |              |              |              |  |
|  | 6                   | Michel Kratochvil   | Michel Kratochvil   | 6           | 6           |  |  | 6             | Michel Kratochvil   | 6             | 6(1)              | 6             |   |   |              |               |              |              |              |  |
|  |                     | Jesse Witten        | Jesse Witten        | 1           | 0           |  |  |               |                     |               |                   |               |   |   |              |               |              |              |              |  |

### Sezione 3
|  | Primo turno            | Primo turno            | Primo turno            | Primo turno     | Primo turno |  |  | Secondo turno | Secondo turno          | Secondo turno          | Secondo turno | Secondo turno |   |    | Ultimo turno | Ultimo turno | Ultimo turno | Ultimo turno | Ultimo turno |  |
|  |                        |                        |                        |                 |             |  |  |               |                        |                        |               |               |   |    |              |              |              |              |              |  |
|  | 3                      | Harel Levy             | 3                      | 6               | 7           |  |  |               |                        |                        |               |               |   |    |              |              |              |              |              |  |
|  |                        | Wesley Whitehouse      | 6                      | 1               | 5           |  |  | 3             | Harel Levy             | 5                      | 7             | 6             |   |    |              |              |              |              |              |  |
|  | Jonathan Marray        | Jonathan Marray        | Jonathan Marray        | Jonathan Marray | 5           |  |  |               | Jonathan Marray        | 7                      | 5             | 3             |   |    |              |              |              |              |              |  |
|  | Jamie Delgado          | Jamie Delgado          | Jamie Delgado          | Jamie Delgado   | 2r          |  |  |               |                        |                        |               |               |   |    | 3            | Harel Levy   | Harel Levy   | 6            | 7            |  |
|  | Miguel Gallardo-Valles | Miguel Gallardo-Valles | Miguel Gallardo-Valles | 7               | 7           |  |  |               |                        | 8                      | Takao Suzuki  | Takao Suzuki  | 3 | 63 |              |              |              |              |              |  |
|  | Raven Klaasen          | Raven Klaasen          | Raven Klaasen          | 5               | 64          |  |  |               | Miguel Gallardo-Valles | Miguel Gallardo-Valles | 4             | 4             |   |    |              |              |              |              |              |  |
|  | 8                      | Takao Suzuki           | 5                      | 6               | 6           |  |  | 8             | Takao Suzuki           | Takao Suzuki           | 6             | 6             |   |    |              |              |              |              |              |  |
|  |                        | Harsh Mankad           | 7                      | 2               | 3           |  |  |               |                        |                        |               |               |   |    |              |              |              |              |              |  |

### Sezione 4
|  | Primo turno        | Primo turno        | Primo turno      | Primo turno | Primo turno |  |  | Secondo turno | Secondo turno    | Secondo turno    | Secondo turno  | Secondo turno |   |   | Ultimo turno | Ultimo turno    | Ultimo turno | Ultimo turno | Ultimo turno |  |
|  |                    |                    |                  |             |             |  |  |               |                  |                  |                |               |   |   |              |                 |              |              |              |  |
|  | 4                  | Robert Kendrick    | Robert Kendrick  | 7           | 6           |  |  |               |                  |                  |                |               |   |   |              |                 |              |              |              |  |
|  |                    | Robert Haybittel   | Robert Haybittel | 62          | 3           |  |  | 4             | Robert Kendrick  | Robert Kendrick  | 6              | 7             |   |   |              |                 |              |              |              |  |
|  | Zack Fleishman     | Zack Fleishman     | Zack Fleishman   | 6           | 7           |  |  |               | Zack Fleishman   | Zack Fleishman   | 2              | 68            |   |   |              |                 |              |              |              |  |
|  | H'Cone Thompson    | H'Cone Thompson    | H'Cone Thompson  | 1           | 6           |  |  |               |                  |                  |                |               |   |   | 4            | Robert Kendrick | 2            | 7            | 64           |  |
|  | Trevor Spracklin   | Trevor Spracklin   | 62               | 6           | 7           |  |  |               |                  | 7                | Wang Yeu-tzuoo | 6             | 6 | 7 |              |                 |              |              |              |  |
|  | John-Paul Fruttero | John-Paul Fruttero | 7                | 3           | 6           |  |  |               | Trevor Spracklin | Trevor Spracklin | 2              | 1             |   |   |              |                 |              |              |              |  |
|  | 7                  | Wang Yeu-tzuoo     | Wang Yeu-tzuoo   | 6           | 6           |  |  | 7             | Wang Yeu-tzuoo   | Wang Yeu-tzuoo   | 6              | 6             |   |   |              |                 |              |              |              |  |
|  |                    | Carl Clark         | Carl Clark       | 0           | 0           |  |  |               |                  |                  |                |               |   |   |              |                 |              |              |              |  |